# Sanfrecce Hiroshima Regina
Le Sanfrecce Hiroshima Regina est un club féminin de football japonais qui évolue en WE League. C'est la section féminine du Sanfrecce Hiroshima.

## Histoire
Le club décroche son premier trophée avec la WE League Cup 2023-2024, remportée aux tirs au but face à l'Albirex Niigita.
En décembre 2024, Hiroshima conserve son titre en WE League Cup en dominant Kobe 1-0 en finale.

## Palmarès
WE League Cup (2) :
- Vainqueur en 2023-2024 et 2024-2025